# Forte Reuenthal
Il forte Reuenthal è un'antica fortezza dell'Esercito svizzero a Full-Reuenthal, comune nel distretto di Zurzach (Canton Argovia).
La costruzione è stata completata nel 1939, prima della seconda guerra mondiale. Dal 1989 il forte è un museo pubblico.